# 新世界集團刑事毀壞案
新世界集團刑事毀壞案主要發生於2007年7月4日至5日期間，新世界集團旗下的新世界傳動網在香港的18間分店遭人淋上紅色或白色漆油，另一方面，金鐘香港JW萬豪酒店及新世界集團的集團總部——新世界大廈則被汽車撞毀玻璃門。

## 事件經過
2007年7月4日：
- 凌晨，新世界傳動網於港九新界18間分店，包括中環、灣仔、尖沙咀、旺角、上水、元朗等分別遭人淋紅油或白油。
- 清晨，新世界集團於尖沙咀的萬麗酒店大門被車撞毀。

7月5日：
- 早上5時，金鐘香港JW萬豪酒店及集團總部新世界大廈則被車撞毀玻璃門。
- 約早上6時，一部私家車於長沙灣興華街西被縱火焚毀，消防認為起火原因有可疑，交由警方接手調查。

7月7日：
- 警方有組織罪案及三合會調查科先後將九名懷疑與事件有關的人物拘捕調查。

12月20日：
- 4名涉案男子在各區裁判法院提堂，當中2名認罪，被判入獄半年及8個月；1名男子不認罪，獲准保釋候審，另外1名男子潛逃。[1]

2008年3月19日：
- 早前於12月20日不認罪，獲准保釋的男子於東區法院受審，被判入獄1年。控罪指被告在知情下，當2名涉案人士（現正在逃）的司機，接送他們到犯案現場協助犯罪。被告指當日才在街上遇到2人，其間無接納他們提出商借車輛的要求，而自己只是接載他們到目的地，並無接載離開的一程。[2][3]

## 各界反應
警方有組織罪案及三合會調查科接手此案件，已將九人拘留協助調查。政府亦就事件作出回應，保安局局長李少光稱這次事件是對第三屆特區政府的一個挑戰，他譴責參與這次刑毀案人士的行為。
事件對香港社會做成轟動，主要原因為香港甚少發生此類具有關連性，且明顯經過詳細策劃之大規模刑事毀壞；各宗毀壞事件間只相隔極短時間，且明顯針對某集團，對社會法紀視若無睹。事件發生後各界及媒體均指責此類破壞安全的行為，認為損害了香港的繁榮穩定。

## 參看
- 李育添